# Албена Лазарова
Албена Лазарова е български филолог и политик.

## Биография
Албена Лазарова е родена на 5 февруари 1970 година. Завършва специалностите „Руска филология“ в СУ „Климент Охридски“ и „Право“ в УНСС.
Работи като секретар към кабинета на зам.-министъра (1995 – 1997) и главен директор на Главна дирекция „Централна регистърна служба и местни регистърни бюра“ към „Централния регистър на особените залози“ в Министерството на правосъдието (1997 – 2005). Парламентарен секретар на Министерството на транспорта в правителството на Сергей Станишев (2005 – 2009).